# T-34M
T-34M – projekt radzieckiego czołgu średniego z 1941 roku.
Po porównaniu T-34 z niemieckim PzKpfw III okazało się, że czołg radziecki ustępuje czołgowi niemieckiemu. Mimo lepszego uzbrojenia i opancerzenia, gorsze okazało się zawieszenie oparte na sprężynach śrubowych i organizacja pracy załogi. Postanowiono więc zmienić zawieszenie czołgu ze sprężyn na drążki skrętne i wprowadzić nową obszerniejszą wieżę ustawiona na poszerzonym kadłubie. W nowej wieży zajmować miejsce miało trzech, a nie jak w T-34 dwóch członków załogi. Dodatkowa osoba miała przejąć od dowódcy funkcję celowniczego działa, pozwalając mu się skupić na dowodzeniu czołgiem. Prace dowódcy miała także ułatwić wieżyczka dowódcy. Tak powstałą konstrukcję oznaczono T-34M.
W chwili ataku niemieckiego na ZSRR prace nad T-34M były słabo zaawansowane i dlatego zdecydowano o zakończeniu prac nad tym czołgiem i skoncentrowaniu się na modernizacji T-34.